# Christophe Agnolutto
Christophe Agnolutto (Soisy-sous-Montmorency, 6 december 1969) is een voormalig Frans wielrenner. Zijn onverwachte winst in de Ronde van Zwitserland in 1997 is de grootste prestatie uit zijn carrière. Op een dag dat de favorieten geen haast maakten met het terughalen van de kopgroep, liep hij 11 minuten uit. Met moeite hield hij twee minuten van die voorsprong over op Oscar Camenzind aan het eind van de ronde. In 2000 won Agnolutto de zevende etappe in de Ronde van Frankrijk.

## Overwinningen
1995
- Bordeaux-Saintes

1997
- 3e etappe Ronde van Zwitserland
- Eindklassement Ronde van Zwitserland
- Dwars door Morbihan

1998
- 6e etappe Ronde van Romandië

2000
- 7e etappe Ronde van Frankrijk

2005
- 1e etappe Tour du Poitou-Charentes

## Resultaten in voornaamste wedstrijden
| Jaar | Ronde van Italië | Ronde van Frankrijk | Ronde van Spanje |
| ---- | ---------------- | ------------------- | ---------------- |
| 1996 |                  |                     | 90e              |
| 1997 |                  | 94e                 |                  |
| 1998 |                  | 31e                 | 101e             |
| 1999 |                  |                     |                  |
| 2000 |                  | 66e (1)             |                  |
| 2001 |                  | 120e                |                  |
| 2002 |                  | 144e                |                  |

| Jaar | Milaan-San Remo | Gent-Wevelgem | Parijs-Roubaix | Luik-Bast.‑Luik | Waalse Pijl |
| ---- | --------------- | ------------- | -------------- | --------------- | ----------- |
| 1996 |                 |               |                |                 |             |
| 1997 |                 |               |                |                 |             |
| 1998 |                 |               | 51e            | 79e             | 70e         |
| 1999 | 102e            | 62e           |                |                 |             |
| 2000 | 133e            |               |                |                 |             |
| 2001 |                 |               | 21e            |                 |             |
| 2002 |                 |               |                |                 |             |